# Can Barba de la Pedra Blanca
Can Barba de la Pedra Blanca és una masia de Terrassa (Vallès Occidental) protegida com a bé cultural d'interès local.

## Descripció
Masia formada per diversos cossos afegits al llarg del temps. El cos principal presenta planta baixa, pis i coberta a dos aigües. La façana principal, a migdia, és perpendicular al carener. El portal d'accés és en arc de mig punt adovellat. Al pis hi ha una finestra amb capitells i llinda esculturada de motius gòtics. Al costat esquerre s'afegeix un cos d'edifici cobert a un sol vessant i que presenta una finestra gòtica esculturada amb dos caps i llinda lobulada, immediatament al costat hi ha una galeria d'arcs de mig punt. Tot el conjunt format per la masia i les seves dependències formen un clos al voltant d'un pati central, al que s'accedeix per un portal cobert. Els brancals i les llindes estan fets amb pedra de gres.

## Història
Documentada des del segle xiv.